# 昌泰 (陳吊眼)
昌泰（1281年八月—十一月）是元朝民變起事領袖陳吊眼（一说邱细春）的年号，前后共3个月。

## 西曆紀年對照表
| 昌泰 | 元年   |
| ---- | ------ |
| 公元 | 1281年 |
| 干支 | 辛巳   |

## 同期存在的其他政权年号
- 中國
  - 至元（1264年－1294年）：元朝—元世祖忽必烈的年号
- 越南
  - 绍宝（1279年－1284年）：陳朝—陳仁宗陳昑年号
- 日本
  - 弘安（1278年－1288年）：後宇多天皇與伏見天皇年號

## 參看
- 中国年号索引
- 其他时期使用的昌泰年号